# Acacia pruinocarpa
Acacia pruinocarpa — вид квіткових рослин з родини бобових. Ареал: Австралія (Північна територія, Південна Австралія, Західна Австралія).

## Середовище
Дерево зустрічається в багатьох типах середовищ існування, як правило, на кам'янистих піщаних або суглинистих ґрунтах.

## Біоморфологічна характеристика
Це дерево з вертикальним звичкою, яке зазвичай досягає висоти від 3 до 12 м і обхвату до 2 м і більше. Філодії сіро-зеленого кольору, у довжину від 7 до 17 см і вшир від 6 до 30 мм, злегка вигнуті; вони мають лінійну або лінійно-еліптичну форму з помітною середньою жилкою та крайовими жилками. Цвіте з жовтня по грудень і дає жовті квітки, зібрані в циліндричні китиці. Сферичні голови квітів мають діаметр від 7 до 8 мм і містять від 55 до 110 щільно упакованих світло-золотистих квіток. Стручки вузьковидовженої форми блідо-коричневі, у довжину до 12 см і вшир до 2 см. Тьмяно-чорне насіння має яйцювату або видовжено-еліптичну форму й довжину 5–6 мм.